# Малий Кувай
Малий Кувай (рос. Малый Кувай) — село в Сурському районі Ульяновської області Російської Федерації.
Населення становить 136 осіб. Входить до складу муніципального утворення Астрадамовське сільське поселення.

## Історія
Від 2004 року входить до складу муніципального утворення Астрадамовське сільське поселення.

## Населення
| 2010 |
| ---- |
| 136  |